# Shūto Minami
Shūto Minami (japanisch 南 秀仁 Minami Shūto; * 5. Mai 1993 in Sagamihara) ist ein japanischer Fußballspieler.

## Karriere
Minami erlernte das Fußballspielen in der Jugendmannschaft von Tokyo Verdy. Seinen ersten Vertrag unterschrieb er 2010 bei Tokyo Verdy. Der Verein spielte in der zweithöchsten Liga des Landes, der J2 League. Für den Verein absolvierte er acht Ligaspiele. Im Juli 2013 wurde er an den Drittligisten FC Machida Zelvia ausgeliehen. 2014 kehrte er zu Tokyo Verdy zurück. Für den Verein absolvierte er 81 Ligaspiele. 2017 wechselte er nach Tendō zum Ligakonkurrenten Montedio Yamagata.